# シェイム (曲)
「シェイム」(Shame)は、ロビー・ウィリアムズとゲイリー・バーロウの楽曲。

## 解説
- 本曲はロビーのベスト・アルバム『グレイテスト・ヒッツ 1990-2010』に収録された新曲で、シングルとしても発売された。
- ゲイリーとはロビーのテイク・ザット脱退以来、15年ぶりの共演作となった[1]。
- ミュージック・ビデオは2005年の映画『ブロークバック・マウンテン』をオマージュしている。

## 収録曲
CDシングル
1. Shame - 3:59
2. The Queen - 3:21